# Taiwan Power Company Football Club
Il Taiwan Power Company Football Club (in cinese: 台灣電力公司足球隊), spesso abbreviato in Taipower (Cinese: 台電), è una società calcistica taiwanese (Cina Taipei), con sede nelle città di Fengshan e Kaohsiung. Il club è stato fondato nel 1979 ed è affiliato alla Taiwan Power Company, azienda che gestisce la squadra. Il Taipower ha vinto 14 volte la Premier League, di cui 10 consecutivamente dal 1994 al 2004. La squadra ha vinto anche l'edizione 2011 della Coppa del Presidente dell'AFC, disputata a Kaohsiung.

## Palmarès

### Competizioni nazionali
- Enterprise Football League (ex National Men's First Division Football League): 16

1987, 1990, 1992, 1994, 1995, 1996, 1997, 1998, 1999, 2000-2001, 2001-2002, 2002-2003, 2004, 2007, 2008, 2015-2016
- Intercity Football League: 4

2008, 2010, 2011, 2012
- CTFA Cup: 3

1997, 2000, 2002

### Competizioni internazionali
- Coppa del Presidente dell'AFC: 1

2011

### Altri piazzamenti
- Taiwan Football Premier League:

Secondo posto: 2017, 2018, 2019
- Intercity Football League:

Secondo posto: 2009, 2013, 2015